# Хэндлер, Челси
Че́лси Джой Хэ́ндлер (англ. Chelsea Joy Handler; 25 февраля 1975, Ливингстон, Нью-Джерси, США) — американская комедиантка, актриса, писательница, телеведущая, продюсер и сценарист.

## Ранние годы
Челси стала младшим из шести детей в семье еврея Сеймура Хэндлера, который работал дилером подержанных автомобилей, и домохозяйки Риты Хэндлер (в девичестве Стокер; умерла в 2006 году после 17-ти лет борьбы с раком молочной железы), которая переехала в США из Германии в 1958 году. У Хэндлер есть две сестры и два брата: Шошана, Сидни, Глен и Рой. Их старший брат, 22-летний Чет, погиб в результате несчастного случая во время пешеходного туризма в июле 1984 года, упав со скалы высотой больше чем 23 метра.

## Карьера
Хэндлер получила известность благодаря собственному телешоу Chelsea Lately, которое она вела с 2007 по 2014 год.
В 2012 году был снят сериал о Хэндлер под названием «Где ты, Челси?», основанный на её книге. В том же году она была включена в список «Ста самых влиятельных людей» по версии журнала Time.
В январе 2016 года на Neflix вышел документальный сериал «Челси делает», а в мае 2016 года — вечернее ток-шоу «Челси».
Автор книги-бестселлера «Водка, ты там? Это я, Челси».

## Личная жизнь
В 16-летнем возрасте Хэндлер сделала два аборта и в дальнейшем детей не имела.

## Фильмография
| Год       |    | Русское название      | Оригинальное название          | Роль                  |
| --------- | -- | --------------------- | ------------------------------ | --------------------- |
| 2001      | с  | —                     | Spy TV                         | разные персонажи      |
| 2001      | тф | Заговорщики           | The Plotters                   | Энн                   |
| 2002      | с  | Практика              | The Practice                   | Калли Фэрбанкс        |
| 2002      | с  | Моя жена и дети       | My Wife and Kids               | медсестра Эми         |
| 2004      | с  | Шоу Берни Мака        | The Bernie Mac Show            | Дорис Флинт           |
| 2005      | с  | —                     | Totally High                   | н/д                   |
| 2005      | тф | —                     | Dirty Famous                   | Мисси Клайн           |
| 2006      | с  | —                     | Inappropriate Boss             | Марла                 |
| 2006      | ф  | Зов природы           | Cattle Call                    | Никита                |
| 2006      | с  | Рино 911!             | Reno 911!                      | Пинки                 |
| 2007      | ф  | Парилка               | Steam                          | Джеки                 |
| 2007—2008 | с  | —                     | In the Motherhood              | Хизер                 |
| 2009      | с  | Хорошая жена          | The Good Wife                  | в роли самой себя     |
| 2011      | ф  | Бунт ушастых          | Hop                            | миссис Бек            |
| 2011—2013 | с  | Уитни                 | Whitney                        | доктор Прайс          |
| 2012      | ф  | Значит, война         | This Means War                 | Триш                  |
| 2012      | с  | Где ты, Челси?        | Are You There, Chelsea?        | Слоан                 |
| 2012      | ф  | Коротышка             | Fun Size                       | Джой                  |
| 2013      | тф | Зови меня сумасшедшим | Call Me Crazy: A Five Film     | Алекс                 |
| 2013      | с  | Интернет-терапия      | Web Therapy                    | Крис Эндикотт         |
| 2014      | с  | Возвращение           | The Comeback                   | в роли самой себя     |
| 2015      | с  | Маппеты               | The Muppets                    | в роли самой себя     |
| 2017      | ф  | —                     | Double Dutchess: Seeing Double | безответственная мать |
| 2019      | с  | Уилл и Грейс          | Will & Grace                   | Донна Зиммер          |